# هيونداي سانتا كروز
هيونداي سانتا كروز هي سيارة نصف نقل من إنتاج شركة هيونداي موتور كورية جنوبية، بدأ إنتاجها في عام 2021.